# 莫納科夫角
67°9′S 48°41′E / 67.150°S 48.683°E
莫納科夫角是南極洲的岬角，位於恩德比地，處於薩克拉里半島西岸，該地區在1956年由澳大利亞探險隊發現，以蘇聯極地飛行員命名，現時由南極條約體系管理。